# Geymüller

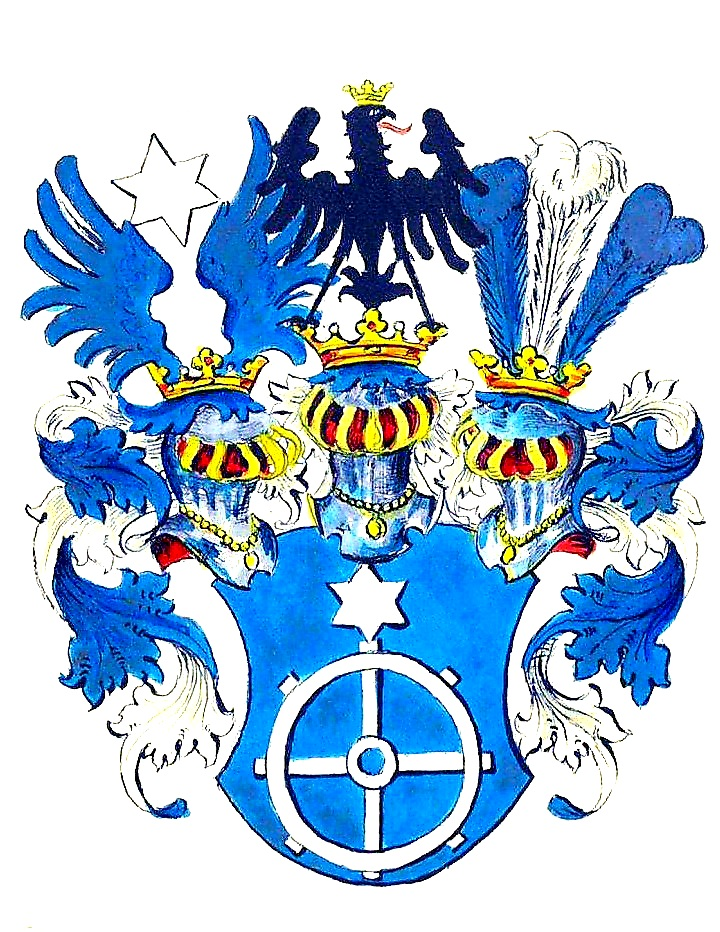
Wappen der Freiherren von Geymüller (um 1860)

Die Geymüller waren eine schweizerisch-österreichische Familie, die erstmals 1581 in Turckheim im Elsass genannt wird.

## Geschichte
Mitglieder der Familie emigrieren im Jahre 1613 während der Religionskriege nach Basel, wo sie als Ratsherren erwähnt werden. Sie führten ab 1804 das Bankhaus Geymüller & Co. Die Brüder Johann Heinrich Geymüller (1754–1824) und Johann Jakob Geymüller (1760–1834) wurden zusammen mit ihren ehelichen Nachkommen mit Diplom vom 9. Juni 1810 in den österreichischen Ritterstand erhoben. Mit Diplom vom 31. März 1824 erhob Kaiser Franz I. dieselben und ihre Familien in den erbländisch österreichischen Freiherrenstand.
In Aachen existiert seit 2012 ein Fachverlag für Architektur und Baugeschichte, der in Anlehnung an das Lebenswerk des Kunst- und Architekturhistorikers Heinrich von Geymüllers Geymüller Verlag für Architektur heißt.

## Persönlichkeiten
- Johann Heinrich Geymüller (1754–1824), schweizerischer Bankier; Vizegouverneur der kaiserlich königlich privilegierten österreichischen Nationalbank 
  - Jacob Rudolf von Geymüller (* 1813), Sohn des vorigen, Großhändler in Wien, Besitzer der Herrschaften Kamenitz a.d. Linde in Böhmen und Hollenburg in Niederösterreich; Landstand in Niederösterreich und Böhmen; Landtagsabgeordneter in Böhmen[2]
- Johann Jakob Geymüller (1760–1834), schweizerischer Bankier, Bruder des vorigen Johann Heinrich Geymüller (1754–1824),
- Ursula Geymüller (1758–1844), Schwester des vorigen
  - Johann Heinrich von Geymüller der Jüngere (1781–1848), schweizerischer Bankier, Sohn der vorigen [sic!]
    - Heinrich von Geymüller (1839–1909), schweizerischer Kunst- und Architekturhistoriker, Sohn des vorigen
- Hans Leemann-Geymüller (1882–1967), Schweizer Chemiker und Verwaltungsrat Präsident der Sandoz AG

## Wappen

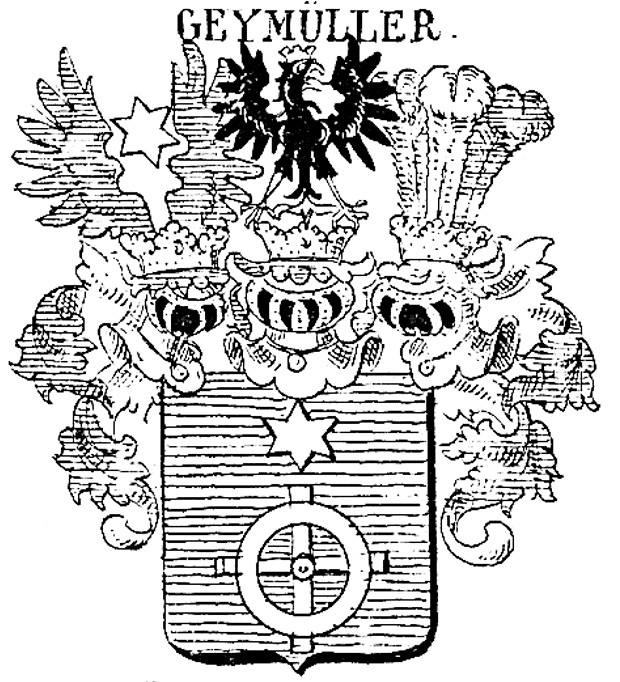
Wappen def Freiherren von Geymüller

Blasonierung: In Blau ein vierspeichiges, silbernes Mühlrad, über demselben ein silberner Stern. Drei gekrönte Helme: I. zwischen einem offenen, blauen Flug ein silberner Stern; II. ein gekrönter, schwarzer Adler; III. drei (blau-silbern-blau) Straußenfedern. Die Helmdecken sind blau-silbern.